# Robert Green
Robert Paul Green (Chertsey, 1980. január 18. –) angol válogatott labdarúgó, posztját 
tekintve kapus.

## Pályafutása

### Norwich City
Green a Norwich City ifiakadémiáján nevelkedett, 1999. április 11-én mutatkozott be a Kanárik felnőtt csapatában és nem kapott gólt az Ipswich Town elleni rangadón, a meccs 0-0-ra végződött. Ekkor azonban még Andy Marshall volt a Norwich első számú kapusa, így Greennek kevés lehetőség jutott. Marshall 2001-es távozása után viszont kirobbanthatatlanná vált a kapuból. A 2001–02-es volt az első igazán remek szezonja a Cityben, csapata bejutott a másodosztály rájátszásába, ahol végül büntetőkkel esett ki a Birmingham City ellen. A hosszabbításban Green hatalmas bravúrral hárította Geoff Horsfield próbálkozását, ekkor vált ismertté a neve Angliában.
A következő idényben a Norwich a szurkolók csalódására csak a másodosztály 8. helyén végzett, két hellyel lemaradva a rájátszásról. Green azonban ekkor is remekelt, 19 meccsen sikerült megóvnia kapuját a góltól, ezzel megjavította, korábbi 18 mérkőzéses rekordját.
2003-ra Green csapata kulcsemberévé vált, nagy szerepe volt abban, hogy a Kanárik bajnokként jutottak fel a Premier League-be a 2003–04-es évadban. A szurkolók szavazatai szerint ő volt a harmadik legjobb Norwich-játékos abban a szezonban Craig Fleming és Darren Huckerby mögött.
Greennek ekkor is sikerült 18 találkozón megóvnia kapuját a góltól és 46 bajnoki meccsen mindössze 39 gólt kapott. Több alkalommal is ő nyerte meg a meccset csapatának hatalmas védéseivel. A Derby County és a Stoke City elleni meccseket a találkozó legjobbjának is megválasztották, utóbbi mérkőzésen bemutatott egy újabb világklasszis védést Gerry Taggart lövésénél. Remek teljesítménye miatt 2004 márciusában, Svédország ellen behívták az angol válogatottba, de játéklehetőséget nem kapott.
A következő szezonban a Norwich azonnal kiesett a Premier League-ből, Green mindössze 7 meccsen nem kapott gólt, összesen pedig 77 alkalommal találtak be a kapujába. Továbbra is fontos tagja maradt a Citynek, legtöbbször nem ő, hanem az öreg és megbízhatatlan védelem volt a hibás a bekapott gólokért. A válogatott akkori szövetségi kapitánya, Sven-Göran Eriksson ezután szinte mindig behívta őt a barátságos meccsekre.
A kiesés után több fontos játékos elhagyta a Kanárikat, a menedzser, Neil Worthington nem tudta pótolni őket, ez motiválatlanná tette Greent, ami a teljesítményén is meglátszott. 42 bajnokin lépett pályára, de mindössze 6-szor tudta az egész meccsen megakadályozni az ellenfelet a gólszerzésben. A 2005–06-os szezon utolsó néhány meccsét ki kellett hagynia, mivel megsérült egy Sheffield Wednesday elleni meccs előtti bemelegítésen. Az idény utolsó meccsén visszatérhetett volna, de úgy döntött, inkább nem játszik, hogy a 2006-os Vb-re teljesen fitt legyen.
2006 augusztusában a West Ham United 2 millió fontot ajánlott érte, melyet a Norwich City el is fogadott. Green összesen 241 találkozón védte a csapat kapuját.

### West Ham United
Green négy évre írt alá a londoni gárdával, ahol ismét együtt játszhatott korábbi csapattársával, Dean Ashtonnal, aki 2006 januárjában igazol a WHU-hoz. Green 2006. október 22-én mutatkozhatott be a West Hamben egy Tottenham Hotspur elleni 1–0-s vereség alkalmával. Legjobb teljesítményei abban a szezonban az Arsenal és a Manchester United elleni 1-0-s sikerek voltak, utóbbi alkalmával biztosította be a gárda a bent maradást. 26 bajnoki meccsen védett és 6-szor nem kapott gólt.
A 2007–08-as szezonban Green három büntetőt is kivédett, Kevin Doyle (Reading), Benjani Mwaruwari (Portsmouth) és Jermain Defoe (Tottenham Hotspur) sem tudott túljárni az eszén. Cristiano Ronaldo sem tudta értékesíteni a maga büntetőjét Green ellen, de akkor nem a kapus védett, hanem ő lőtt mellé. Green remek sorozatát James McFadden szakította meg 2008. február 9-én.
Nagyszerű formája ellenére az angol válogatott szövetségi kapitánya, Fabio Capello nem hívta be a nemzeti csapatba 2008 februárjában. Green a helyzetet viccesen kezelte, a következő néhány meccsen olyan kesztyűben védett, melyre az volt írva, hogy "Anglia hatodik számú kapusa".
A 2007–08-as szezonban Green minden meccsen végig a pályán volt és ő lett az 51. játékos, aki megkapta az "Év West Ham-játékosa" díjat. Mindezek ellenére úgy érezte, hogy a csapat menedzsere nem becsüli őt eléggé hiszen olyan játékosok kaptak nagyobb fizetést, mint ő, akik alig játszottak, például Ashton vagy Fredrik Ljungberg. Ezután a klub elismervén képességeit egy új, hosszú távú szerződéssel jutalmazta meg.

### Chelsea
2018. július 26-án a Chelsea csapata a hivatalos honlapján jelentette be, hogy szerződtette.

## Válogatott
Green még a Norwich City játékosaként kapta meg az első behívóját a válogatottól, egy évvel később ő lett az első a Cityből, aki magára ölthette a címeres mezt. Akkor Kolumbia ellen kapott lehetőséget csereként. A 2006-os vb-re is be akarták hívni, mint harmadik számú kapust, de ágyéksérülést szenvedett, amikor az angol "B" válogatottban védett Fehéroroszország ellen. Emiatt a sérülése miatt a világeseményt is ki kellett hagynia. Azóta már Brazília, Észtország és Franciaország ellen is behívták, e csak csere volt.

## Külső hivatkozások
- Robert Green (angol nyelven). leedsunited.com. [2017. április 16-i dátummal az eredetiből archiválva]. (Hozzáférés: 2017. június 26.)
- Robert Green (angol nyelven). worldfootball.net
- Robert Green (angol nyelven). national-football-teams.com